# Suzanne Welters
Suzanne Welters (1969) is een Nederlands componiste, muziekpedagoog en saxofoniste.

## Levensloop
Welters begon al op 8-jarige leeftijd met het bespelen van het sopraansaxofoon in de Fanfare Sint-Jozef Buchten. Later werd zij geselecteerd voor het Nationaal Jeugd Fanfareorkest. In 1987 begon zij met haar studie aan het Conservatorium Maastricht met piano bij Avi Schönfeld en Tonie Ehlen en altsaxofoon bij Norbert Nozy. In 1993 is zij als docerend musicus saxofoon cum laude afgestudeerd en een jaar later als docerend musicus piano. In 1995 behaalde zij haar diploma uitvoerend musicus in saxofoon, eveneens cum laude.
Zij werkte met en voltooide haar studies bij wereldbekende saxofonisten zoals Ryo Noda, Arno Bornkamp, Günter Priesner en Jean-Marie Londeix. Samen met de pianist Gaby Devies-Fiegen vormt zij het Duo Con Brio.
Sinds 1993 doceert zij saxofoon bij "artamuse" - centrum voor muziek, dans en cultuureducatie in Beek, Born, Geleen, Sittard en Stein. Zij verzorgt ook masterclasses en kamermuziekconcerten, maar werkt ook als saxofoonvirtuoos in concerten met professionele harmonieorkesten in binnen- en buitenland. Zij heeft verschillende cd-opnames gemaakt. Hardy Mertens, Trevor Ford en Derek Bourgeois hebben speciale saxofoonconcerten voor haar gecomponeerd.
Als componiste schreef zij werken voor harmonie- en fanfareorkest.

## Composities

### Werken voor harmonie- en fanfareorkest
- 2001: Schoolbus mix-up, voor jeugdharmonie- of fanfareorkest
- 2002: Building up, mars
- 2003: Christmix, voor jeugdharmonie- of fanfareorkest
- 2007: Merry mixmas, voor jeugdharmonie- of fanfareorkest
- 2009: Ladies First
- Two Spanish Bulls, voor jeugdharmonie- of fanfareorkest

## Discografie
- Mystic 2006 - Koninklijke Muziekkapel van de Marine, Suzanne Welters (saxofoon), o.l.v. Peter Snellinckx
- Symphony of Winds 2005 - Marinierskapel der Koninklijke Marine , Suzanne Welters (saxofoon), Jos Jansen (bastrombone), John Curfs (trompet), o.l.v. Pieter J.P.M. Jansen - NAVSP010
- Jazzica 2004 - Ad Hoc Wind Orchestra, Suzanne Welters (saxofoon), o.l.v. Gerhard Sporken